# Belpochta

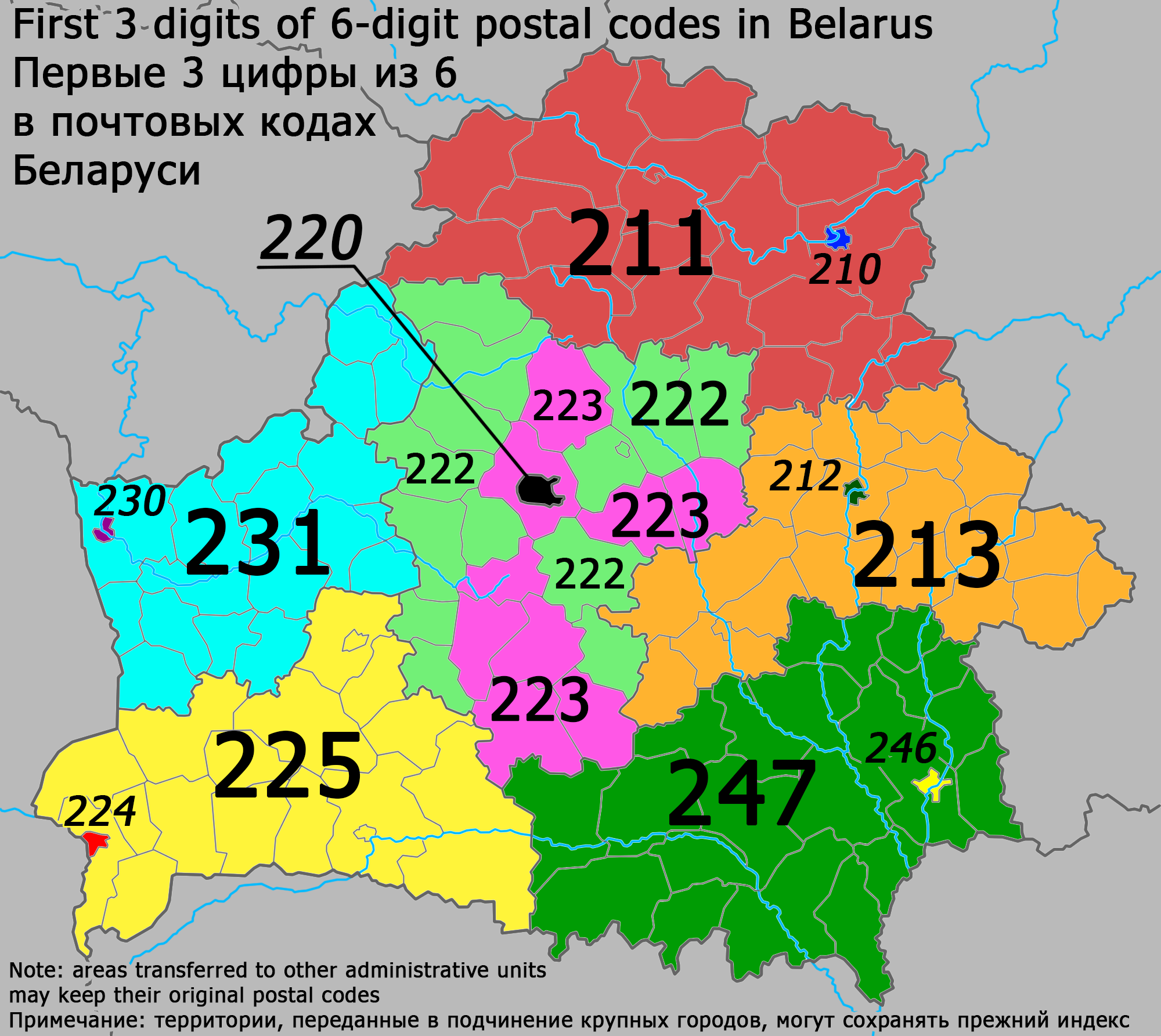
Sistema de código postal bielorruso que muestra los primeros 3 dígitos en el mapa

Belpochta (en bielorruso: Белпошта; en ruso: Белпочта) es el servicio postal nacional de Bielorrusia . Se convirtió en miembro de la Unión Postal Universal en 1947.

## Historia
El desarrollo de los servicios postales en Bielorrusia comenzó en la antigüedad. Entonces, para 885 es la primera mención en la Crónica del servicio de mensajería de la tierra bielorrusa, «Enviado a Oleg radzimichy preguntando...» 
En la Rus de Kiev había una «posición» especial: el mensajero del príncipe. Los correos entregaron la orden del príncipe en varias zonas del país. A veces iba el mensajero, y sin certificados, memorizaba mensajes especiales.
En 1583, la primera carretera de correos de Bielorrusia (Varsovia - Białystok - Grodno - Vilna) introdujo un sistema de tarifas, que funciona hoy en día en todos los países del mundo. Envío determinado por el tipo y origen de su peso.
En 1793, Bielorrusia pasó a ser parte del Imperio ruso, y el sistema de correo tuvo un gran desarrollo como parte de este imperio. En este punto de la historia, fueron creados los distritos postales de Minsk, Vitebsk y Mogilev.
La primera estación de telégrafo en Bielorrusia se equipó en 1859 en la oficina de correos de Minsk y en Bobruisk. Organizó la primera línea de telégrafo.
El transporte regular de correo por ferrocarril comenzó en 1871 a lo largo de la ruta Minsk-Moscú, Minsk-Rivne, Minsk-Brest, Minsk-Liubava. Los vagones de correo tenían estantes especiales para almacenar y clasificar el correo. Los vagones colgaban buzones para recibir mensajes en las paradas de tren.

## Estado actual
En 2018 la empresa contaba con:
- Más de 24.000 empleados;
- 6 sucursales regionales;
- producción "Correo de Minsk";
- transporte motorizado;
- más de 3100 centros postales;
- más de 60 centros de mantenimiento integral de clientes corporativos “Business Mail”;
- 6 puntos de recepción y expedición de correspondencia;
- más de 1600 vehículos,
- más de 1100 rutas postales;
- kilometraje diario de más de 160 000 km.

El 3 de enero de 2021, la empresa nacional de correos de Bielorrusia, Belpochta, lanzó un sistema de correo electrónico pago (Sistema Electrónico Postal Nacional).

## Servicios
A hoy, los principales servicios que ofrece Belpochta son:
- Recepción, procesamiento, almacenamiento, transporte, entrega (entrega) de correo.
- Salidas internacionales.
- Correo de fiestas.
- Correo híbrido.
- Correo Acelerado Internacional – EMS.
- Pago de pensiones, prestaciones, indemnizaciones y la ejecución de otros pagos.
- Prestación de servicios postales a domicilio.
- Suscripción a ediciones periódicas.
- Correo directo.
- Servicios de agente aduanal y depósitos de depósito temporal.